# Karan Bilimoria, Baron Bilimoria

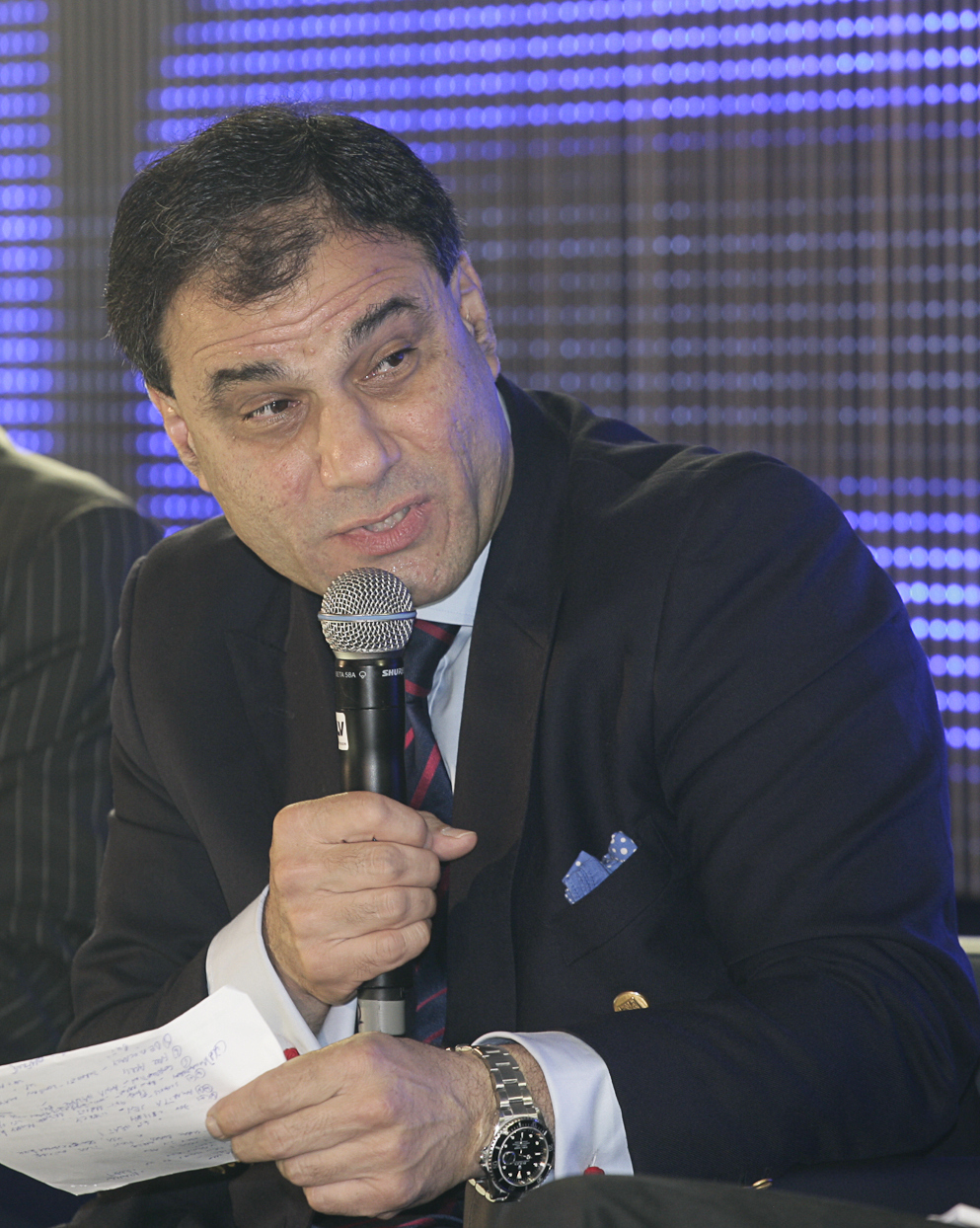
Karan Bilimoria (2012)

Karan Faridoon Bilimoria, Baron Bilimoria CBE (* 26. November 1961 in Hyderabad, Indien) ist ein britischer Unternehmer und Life Peer, der vor allem als Gründer und Vorstandsvorsitzender von Cobra Beer bekannt ist.

## Leben und Karriere
Bilimoria wurde in Hyderabad in Indien als Sohn einer Parsen-Familie geboren. Er studierte an der Osmania University, die 1981 mit einem Bachelor of Commerce abschloss. Anschließend arbeitete er für Ernst & Young, bevor er Rechtswissenschaft am Sidney Sussex College der University of Cambridge studierte und dieses Studium mit einem Bachelor of Arts beendete.
Er gründete 1989 Cobra Beer, wobei sein Ziel die Schaffung eines Lagerbieres war, das durch seinen Geschmack geeigneter zum Verzehr mit Curry und anderen Speisen ist. Wegen seiner wirtschaftlichen Verdienste wurde er 2004 als Commander of the British Empire ausgezeichnet.
Bilimoria ist der stellvertretende Präsident der Londoner Industrie- und Handelskammer und übte das Amt eines Deputy Lieutenant (D.L.) im Londoner Borough of Hounslow aus. Er wurde 2003 zum britischen Vorstand der Indo British Partnership (IBP) ernannt und ist einer der Gründer des UK India British Council (UKIBC). 2005 wurde er zum jüngsten Kanzler der Thames Valley University.
Bilimoria wurde am 16. Juni 2006 als Baron Bilimoria, of Chelsea in der Royal Borough of Kensington and Chelsea, zum Life Peer ernannt. Er war der erste Parse im House of Lords und ist dort ein Crossbencher. 2008 zeichnete ihn der indische Präsident mit dem Pravasi Bharatiya Samman aus.